# Crosby and Nash
Albums de Crosby & Nash
Another Stoney Evening
(1998)
Crosby and Nash est le quatrième et dernier album studio du duo David Crosby et Graham Nash sorti en 2004. C'est leur seul et unique album double. Il s'agit de leur premier album studio depuis Whistling Down the Wire (1976)  28 ans plus tôt, et s'est avéré être le dernier contenant du matériel original de tout regroupement de Crosby, Stills, Nash & Young en configuration quatuor, trio ou duo. En 2006, une version tronquée de cet album sous le titre Crosby & Nash: Highlights, est sortie contenant 13 chansons sur un seul disque. La chanson "Michael (Hedges Here)" est en hommage à leur ami, le guitariste Michael Hedges, décédé en 1997. Le groupe accompagnateur sur l'album comprend James Raymond et Jeff Pevar du projet CPR de Crosby, le bassiste Leland Sklar et le batteur Russ Kunkel qui a joué avec Crosby et Nash dans les années 1970, et le guitariste Dean Parks. Toutes les chansons ont été enregistrés en un mois au Center Staging de Burbank en Californie et aux studios Kazoo de Kauai.

## Titres

### Disque 1
1. Lay Me Down (James Raymond) – 3:37
2. Puppeteer (James Raymond) – 4:06
3. Through Here Quite Often (David Crosby, Dean Parks) – 4:05
4. Grace (James Raymond) – 0:46
5. Jesus of Rio (Graham Nash, Jeff Pevar) – 4:12
6. I Surrender (Marc Cohn) – 4:15
7. Luck Dragon (James Raymond, David Crosby) – 4:45
8. On the Other Side of Town (Graham Nash) – 3:35
9. Half Your Angels (Graham Nash) – 5:05
10. They Want It All (David Crosby) – 5:35
11. How Does It Shine? (David Crosby) – 5:21

### Disque 2
1. Don't Dig Here (James Raymond, Graham Nash, Russ Kunkel) – 6:10
2. Milky Way Tonight (Graham Nash) – 3:25
3. Charlie (David Crosby, Dean Parks) – 3:34
4. Penguin in a Palm Tree (Graham Nash) – 3:50
5. Michael (Hedges Here) (Graham Nash) – 2:41
6. Samurai (David Crosby) – 1:42
7. Shining on Your Dreams (Graham Nash, Russ Kunkel) – 2:35
8. Live on (the Wall) (Patrick Flannery, Graham Nash, Steve Plunkett, Spencer Proffer) – 3:22
9. My Country 'Tis of Thee (traditionnel) – 1:43

### Highlights
Une version abrégée de l'album est parue en 2006 chez Sanctuary Records, sous le titre Crosby & Nash: Highlights, elle ne comprend qu'un CD.
1. Lay Me Down (James Raymond) – 3:37
2. Milky Way Tonight (Graham Nash) – 3:25
3. Don't Dig Here (James Raymond, Graham Nash, Russ Kunkel) – 6:10
4. Penguin in a Palm Tree (Graham Nash) – 3:50
5. I Surrender (Marc Cohn) – 4:15
6. Through Here Quite Often (David Crosby, Dean Parks) – 4:05
7. They Want It All (David Crosby) – 5:35
8. Puppeteer (James Raymond) – 4:06
9. Live on (the Wall) (Patrick Flannery, Graham Nash, Steve Plunkett, Spencer Proffer) – 3:22
10. Grace (Raymond) – 0:46
11. Jesus of Rio (Graham Nash, Jeff Pevar) – 4:12
12. How Does It Shine? (David Crosby) – 5:21
13. My Country 'Tis of Thee (traditionnel) – 1:43

## Musiciens
- David Crosby : chant, guitare
- Graham Nash : chant, guitare, harmonica, piano
- Dean Parks : guitare
- Jeff Pevar : guitare
- Dan Dugmore : guitare pedal steel sur Penguin in a Palm Tree
- Steve Farris : guitare électrique sur Penguin in a Palm Tree
- Leland Sklar : basse
- James Raymond : claviers
- Matt Rollings : piano sur On the Other Side of Town, Penguin in a Palm Tree et Michael (Hedges Here)
- Arnold McCuller, Kate Markowitz, Windy Wagner : chœurs sur Penguin in a Palm Tree
- Russ Kunkel : batterie, percussions
- Luis Conte : percussions sur Jesus of Rio et How Does It Shine